# 고천초등학교
고천초등학교는 대한민국 경기도 의왕시 고천동에 있는 공립 초등학교이다.

## 학교 연혁
- 1936년 12월 1일 고천공립보통학교(4년제) 개교(설립인가 11월 2일)
- 1938년 4월 1일 고천공립심상소학교(6년제)로 개칭
- 1941년 4월 1일 고천공립국민학교로 개칭
- 1949년 3월 25일 덕장국민학교 분리
- 1963년 1월 1일 화성군에서 시흥군으로 편입(행정구역 개편)
- 1993년 3월 1일 오전국민학교 분리 수용(9학급)
- 1996년 3월 1일 고천초등학교로 개칭
- 1997년 3월 1일 왕곡초등학교 분리 수용(25학급)
- 2002년 12월 12일 다목적실 음향기기 및 멀티시스템 설치
- 2003년 5월 25일 조류사육장(사그내 새터) 설치
- 2003년 9월 29일 다목적 우레탄 체육장 설치
- 2003년 12월 26일 승강기 설치
- 2004년 1월 14일 전교실 냉난방기 설치
- 2008년 11월 30일 CCTV 설치
- 2010년 10월 1일 배움터지킴이 운영
- 2010년 10월 8일 위클래스 및 어울림터 개관
- 2011년 5월 1일 방송실 현대화 사업
- 2016년 2월 5일 제77회 졸업(71명, 총11,831명)
- 2016년 3월 1일 18학급 편성(특수학급 1, 병설유치원 1 별도)
- 2016년 3월 1일 제29대 이진자 교장 부임

## 참고 자료
- 고천초등학교 - 한국교육학술정보원 학교알리미